# Microlipophrys nigriceps
Microlipophrys nigriceps — вид морських собачок, поширений у Середземному морі. Сягає максимальної довжини 4,3 см. Відомий об'єкт акваріумістики.